# Victor Rizkallah

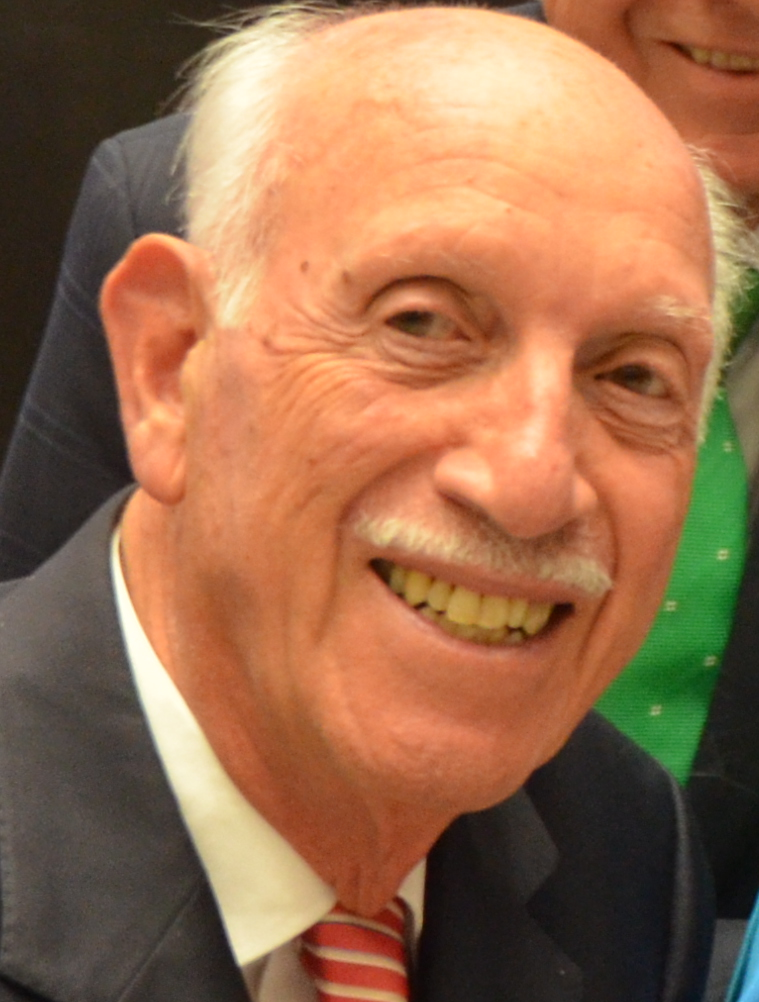
Victor Rizkallah im April 2018 während des Wirtschaftsempfangs der Leibniz Universität Hannover

Victor Rizkallah (* 7. Oktober 1933 in Kairo) ist ein deutsch-ägyptischer Bauingenieur im Bereich Geotechnik, Wissenschaftler und beratender Ingenieur.

## Leben
Rizkallah studierte im Anschluss an eine Ausbildung zum Bankkaufmann bis 1958 Bauingenieurwesen an der Universität in Kairo. Daraufhin wechselte er an die Leibniz Universität Hannover zu Alfred Streck, wo er 1968 bei Erich Lackner über Pfahlbemessung promoviert (Die erdstatische Bemessung von Wänden und Pfählen in Sandböden) und 1973 habilitiert wurde mit einer Arbeit über Großbohrpfähle. 1963 heiratete er Ursula Rizkallah und 1970 wurde ihm die deutsche Staatsbürgerschaft verliehen. 1978 erhielt er an der Universität Hannover eine Professur für Grundbau und Bodenmechanik. Von 1981 bis 1982 war er Dekan des Fachbereiches Bauingenieur- und Vermessungswesen, von 1981 bis 2001 Wahlsenator des akademischen Senats der Universität Hannover und von 1982 bis 2002 Vorsitzender der Internationalen Kommission für Hochschulangelegenheiten.
Von 1982 bis 1984 amtierte er als Vizepräsident seiner Universität.
1986 gründete er mit Unterstützung des DAAD Bonn, der Universität Hannover und des Niedersächsischen Ministeriums für Wissenschaft und Kunst den ersten Internationalen Master-Studiengang an der Universität Hannover für begabte Absolventen mit Bachelor-Abschluss aus Schwellenländern.
Rizkallah war von 1996 bis 2004 Präsident der Ingenieurkammer Niedersachsen und gründete 1994 die Victor-Rizkallah-Stiftung, die sich der Förderung in- und ausländischer Studierender widmet. Die Stiftung hat bis 2014 über 160 Förderpreise und Reisestipendien von über 175.000,-EUR vergeben.
Rizkallah hat insgesamt über 100 Beiträge in in- und ausländischen Fachzeitschriften veröffentlicht und betreute über 300 Diplomarbeiten, 22 Promotionen und 2 Habilitationen.
1981 gründete er das Beratungsunternehmen Prof. Dr.-Ing. Victor Rizkallah + Partner Ingenieurgesellschaft mbH für Ingenieurberatungen auf dem Gebiet des Erd- und Grundbaues, des konstruktiven Hafenbaus, Offshore-Gründungen, Dammbau, Bauschadensforschung und Beweissicherungen.
Seit 2014 ist  Rizkallah persönlicher Berater des Ägyptischen Staatspräsidenten für Fragen der Hochschulausbildung, berufliche Bildung, allgemeine Weiterbildung und Infrastruktur.
Wenige Tage nach seinem 70. Geburtstag wurde Rizkallah am 14. Oktober 2003 die Ehrenbürgerwürde der Universität Hannover verliehen, während am selben Tag und zum zehnten Mal Förderpreise und Reisestipendien an Studierende der Universität Hannover verliehen wurden. Zwei Wochen später wurde Rizkallah mit dem Verleihung des Titels eines Ehrendoktors der Universität Duisburg-Essen ausgezeichnet.
Rizkallah spricht aufgrund seines kosmopolitischen Hintergrunds fünf Sprachen (Deutsch, Englisch, Französisch, Italienisch und Arabisch).
Er ist Mitglied im  VBI.